# Kent Harrington
Pour les articles homonymes, voir Harrington.
Œuvres principales
Le Jour des Morts, Jungle Rouge, Tabloïd Circus
Kent Harrington, né en 1952 à San Francisco, est un auteur américain de romans noirs et de thrillers. Kent Harrington vit actuellement à San Rafael, dans la baie de San Francisco, avec sa femme Susan.

## Biographie
Kent Harrington est né à San Francisco en 1952, d’un père irlando-juif et d’une mère guatémaltèque. À l’âge de dix ans, il est envoyé à l’Académie Militaire de Palo Alto, en Californie. L’expérience est brutale et le marquera à jamais. « Rien dans ma vie ne sera jamais plus  pareil après cela. On ne rentre jamais chez soi du pensionnat », écrira-t-il. Après avoir flirté avec la délinquance, il entre à l’Université d’État de Californie, où il étudie la littérature espagnole. Il fréquente à cette époque le milieu artistique bohème de Sausalito, se lie d’amitié avec le peintre expressionniste et sculpteur Ross Curtis et sa femme Eileen. Il va occuper différents emplois au cours des années suivantes, charpentier, enseignant suppléant ou encore agent d’assurances.
En 1997, il publie son premier roman noir, Dark Ride (Sombre balade, réédité en 2018 sous le titre De Sang-Chaud). Sa carrière de romancier est lancée. Suivront six autres romans, tous publiés et traduits en français, dont Le Jour des Morts, roman noir emblématique de l’œuvre de Kent Harrington, que l’acteur et réalisateur Danny Huston, qui en a acheté les droits, tente d’adapter pour le grand écran depuis plusieurs années .

## Œuvre
| Titre                                | Date de publication | Édition en français | Description |
| ------------------------------------ | ------------------- | --- | ----------- |
| Dia de los Muertos (Day of the Dead) | 1997                | Le Jour des morts (Murder Inc, Paris, Réédition Paris Pocket no 10989 et Amazon Crossing, 2018)                             | [ 4 ]       |
| The Rat Machine                      | 2013                | Publié chez Market Street Books. Inédit en français.                                                                        | [ 5 ]       |
| Dark Ride                            | 1996                | Sombre Balade (Murder Inc, Paris, Réédition Paris Pocket, no 11281 et Amazon Crossing, 2018, sous le titre : De Sang-Chaud) | [ 6 ]       |
| The Tattooed Muse                    | 2001                | La Muse tatouée (Murder Inc, Paris, Réédition Paris Pocket no 11508)                                                        | [ 7 ]       |
| The American Boys                    | 1999                | Point de non-retour (Murder Inc, Paris, Réédition Paris Pocket no 11474)                                                    | [ 8 ]       |
| The Good Physician                   | 2008                | Le Serment (éditions du Rocher, Paris, 2008. Réédition Folio policier no 605)                                               | [ 9 ]       |
| Red Jungle                           | 2004                | Jungle rouge (éditions du Rocher, Paris, 2009. Réédition Folio policier no 643)                                             | [ 10 ]      |
| Satellite Circus                     | 2010                | Tabloïd Circus (éditions Denoël, coll. « Sueurs froides », 2014)                                                            |             |
| Last Ferry Home                      | 2018                | |             |
| Last Seen                            | 2021                | |             |